# ینس آرنسن
ینس آرنسن (دانمارکی: Jens Arentzen؛ زادهٔ ۲ مارس ۱۹۵۸) بازیگر، فیلم‌نامه‌نویس، کارگردان و سخنران اهل دانمارک است.
از فیلم‌هایی که وی در آن‌ها نقش داشته‌است، می‌توان به بلومسترفانن اشاره نمود.